# Richard Bulliet
Richard W. Bulliet (geb. 1940) ist ein US-amerikanischer Islamwissenschaftler und Professor für Geschichte an der Columbia University. Seine Hauptarbeitsgebiete sind die Geschichte der islamischen Gesellschaft und Institutionen, die Geschichte der Technik und die Geschichte der Rolle von Tieren in der menschlichen Gesellschaft.

## Leben
Bulliet wuchs in Illinois auf. Er studierte in Harvard, wo er 1962 den B.A. und 1982 den Ph.D. erwarb. Er ist Enkel des Kunstkritikers und Journalisten Clarence Joseph („C.J.“) Bulliet.

## Werk

### Iran, Islam und Naher Osten
Mehrere seiner Publikationen befassen sich mit dem Iran und mit der islamischen Welt im Ganzen: The Patricians of Nishapur: a Study in Medieval Islamic History (1972), Conversion to Islam in the Medieval Period: An Essay in Quantitative History (1979) und Islam: the View from the Edge (1994). Eine umfassendere Sicht entfaltet er in Under Siege: Islam and Democracy (1994) und The Case for Islamo-Christian Civilization (2004). Seine Untersuchung The Camel and the Wheel (1975) verbindet sein Interesse an technischer Entwicklung, Haustierhaltung und der Kultur des Nahen Ostens. Er arbeitet beispielsweise heraus, wie kleine Veränderungen des Kamelsattels zu militärischen Vorteilen der Kriegsführung im frühen Islam führten.

### Haustierhaltung
Der Geschichte der Haustierhaltung wandte er sich in dem Werk Hunters, Herders, and Hamburgers: The Past and Future of Human-Animal Relationships (2005) zu. Hier stellt Bulliet die vier Stadien der Beziehung zwischen Mensch und Haustier dar:
- Trennung von Mensch und Tier, als Menschen sich als fundamental verschieden von Tieren zu betrachteten begannen
- Prädomestikation, als Tiere der symbolischen Repräsentation des Menschlichen dienten
- Domestikation, die Phase der Ausbeutung, Züchtung und Zähmung von Tieren zu menschlichen Zwecken, aber in Verbindung mit menschlichen Lebensformen
- Postdomestikation, die industrielle Produktion und Konsumtion mit deutlicher Trennung zwischen menschlicher Lebenswelt und Tierhaltung.[1]

### Universalgeschichte
Bulliet hat auch historische Werke allgemeiner Natur verfasst: The Columbia History of the Twentieth Century (Herausgeber, 1998), The Encyclopedia of the Modern Middle East (Mitherausgeber, 1996), and The Earth and Its Peoples: A Global History (Mitautor, 1997).

### Romane
Er hat auch mehrere Romane verfasst, in die seine Kenntnis internationaler Politik und des Nahen Ostens einfließen. Er unterstützt die Anerkennung von Comics als Kunstform.
Sein erster Roman, Kicked to Death by a Camel (1973), wurde für einen Edgar als „Best First Mystery“ nominiert. Andere Romane sind Tomb of the Twelfth Imam (1979), The Gulf Scenario (1984), The Sufi Fiddle (1991) und The One Donkey Solution (2011).

## Rezeption
Bulliets Kommentare zum Nahen Osten wie auch seine Schriften über Haustierhaltung sind in großen Zeitungen weltweit rezipiert worden, etwa im Guardian, in der New York Times International, und in der Süddeutschen Zeitung. Seine Kommentare finden sich in Agence Global.

## Kontroversen
In einem Interview im Columbia Magazine schreibt Lee C. Bollinger, der Präsident der Columbia University, Bulliet die Idee zu, den iranischen Präsidenten Mahmud Ahmadinedschad zu einem Gastvortrag und einer Diskussion einzuladen. Diese Einladung wurde sehr kontrovers diskutiert, aber von Senator und Präsidentschaftskandidat Obama als Ausdruck der Meinungsfreiheit prinzipiell befürwortet.

## Nachweise
1. ↑  Deep Historical Perspectives: Hunters, Herders, and Hamburgers, a Virginia Tech student review. Abgerufen am 24. März 2014 (englisch).
2. ↑  "Time to End US Fear of the Muslim Brotherhood," https://www.theguardian.com/commentisfree/2011/feb/03/us-fear-muslim-brotherhood
3. ↑  "With or Without Mubarak, the Generals Flourish." http://www.nytimes.com/2011/02/12/opinion/12iht-edbulliet12.html
4. ↑  SZ, 4. Juni 2004, "Whose Theocracy?"
5. ↑  "In the Eye of the Storm" http://www.columbia.edu/cu/alumni/Magazine/Fall2007/EyeOfTheStorm.html
6. ↑  Archivierte Kopie (Memento vom 23. Februar 2014 im Internet Archive)

| Personendaten    | Personendaten                                                                                  |
| ---------------- | ---------------------------------------------------------------------------------------------- |
| NAME             | Bulliet, Richard                                                                               |
| ALTERNATIVNAMEN  | Bulliet, Richard W.                                                                            |
| KURZBESCHREIBUNG | US-amerikanischer Islamwissenschaftler und Professor für Geschichte an der Columbia University |
| GEBURTSDATUM     | 1940                                                                                           |